# 森昌彦
森 昌彦（もり まさひこ、1965年8月25日 - ）は、日本の元社会人野球選手（投手）、野球指導者である。
アトランタオリンピック野球日本代表ではリリーフを務めた。

## 経歴

### 学生時代
伊曽島小学校で3年生の時に野球を始め、肩が強いため投手になった。その後長島中学から中京高校（現在の中京大中京）に進んだ。球威はあったものの下半身が十分に鍛えられておらず制球力に課題を抱え、同級生の野中徹博や紀藤真琴の存在があって3番手投手となっていた。在学中は春や夏の甲子園に出場したものの、公式戦での登板機会は2年秋季の東海地区大会での1イニングだけだった。
高校卒業後は亜細亜大学に進学した。野球部の同期には与田剛がいた。1学年上に阿波野秀幸がおり、最終学年になると小池秀郎や川尻哲郎が入学してきたため登板機会は少なかった。右ヒジを痛めていたこともあって控え組に所属してランニングなどを重ね、打撃投手を務めていたという。4年秋の東都リーグではリリーフで初勝利を挙げ、これが自身にとってリーグ戦唯一の勝利となった。

### 社会人野球
大学卒業後はNTT東海に進み、1年目の1987年から本格派の主力投手として期待され、6月の都市対抗東海北陸予選で先発として起用されたが、制球に苦しみ6安打6失点の内容で4回で降板し悔しさのあまり涙を流したという。その後は筋力トレーニングの積み重ねなどによって投球フォームが安定するとともにヒジ痛が解消し、コントロールも改善されていった。
1993年にはチームの2枚看板となるも右ひざ半月板を損傷し、監督からは年齢を考慮して引退も勧められたが、秋に手術を受けて順調な回復を見せた。1994年の第65回都市対抗野球大会では、本田技研鈴鹿の補強選手として出場し、橋戸賞を受賞。同年の広島アジア大会で初めて日本代表に選ばれた。同大会ではリリーフを務め、決勝の対韓国戦で5回2死から3回2/3を投げて逆転勝ちを呼び込むなど、金メダル獲得に貢献した。
1995年は西濃運輸の補強選手として第66回都市対抗野球大会に出場。また同年は第18回アジア野球選手権大会の代表に選ばれ、クローザーを任された。最終日の対韓国戦で舩木聖士を5回途中から救援して9回まで無失点に抑え、これがチームのサヨナラ勝ちに結びついている。また、10月にはキューバで開催されたIBAFインターコンチネンタルカップにも派遣された。1996年にはアトランタ五輪野球日本代表に最年長選手として選ばれた。本大会では右ひじ痛のため当初は予選後半から出場する予定だったが、第1戦の対オランダ戦から登板した。同大会ではチーム最多の6試合に登板してチームトップの防御率4.50を記録し、銀メダル獲得に貢献している。
1997年限りで一旦現役を引退して翌1998年はコーチを務め、岩瀬仁紀に高速スライダーを伝授している。しかしNTTの組織再編に伴って野球部の廃部が決まったことを受け、1999年に現役に復帰。2000年からはNTT西日本名古屋野球クラブに所属してNTT西日本で社業の営業活動を行いながら現役を続け、同年は西濃運輸の補強選手として第71回都市対抗野球大会に出場している。2002年の都市対抗予選をもってNTT西日本名古屋野球クラブも解散となり、最終戦に登板した。

### 現役引退後
2003年より愛知ベースボール倶楽部の監督に就任し、2007年にはチームを全日本クラブ野球選手権へ初出場させたが、豊川高等学校から監督として招聘されたことを受け、同年末にNTTを退社して2008年より同校野球部監督に就任した。選手たちに自分たちで考える姿勢を植えつけてチームに一体感が生まれ、2009年には13年ぶりの秋季東海大会進出を果たし、2014年第86回選抜高等学校野球大会でコーチとして初出場でベスト4に進出。
2016年、中京高等学校（2017年から2020年までは中京学院大学附属中京高校）のコーチに就任し、2019年の第101回全国高等学校野球選手権大会でベスト4に進出した。　　

## プレースタイル
長身から投げ下ろす140km/h台の速球に加え、鋭いフォークボールやスライダーを駆使する本格派で、球質が重かった。アトランタ五輪代表監督の川島勝司からはストッパー向きの気の強さがあると評価されている。
NTT入社後に制球力が向上し、橋戸賞を獲得した1994年頃には投球練習で捕手がミットを動かす必要がないほどになっていたという。

## 日本代表キャリア
- 1994年アジア競技大会野球日本代表（1994年）
- アトランタオリンピック野球日本代表（1996年）

## 主な表彰
- 第65回都市対抗野球橋戸賞（1994年）
- 都市対抗野球本大会10年連続出場（1997年、昭和コンクリートの補強選手として達成）[18]